# Herrschaft Maleschau

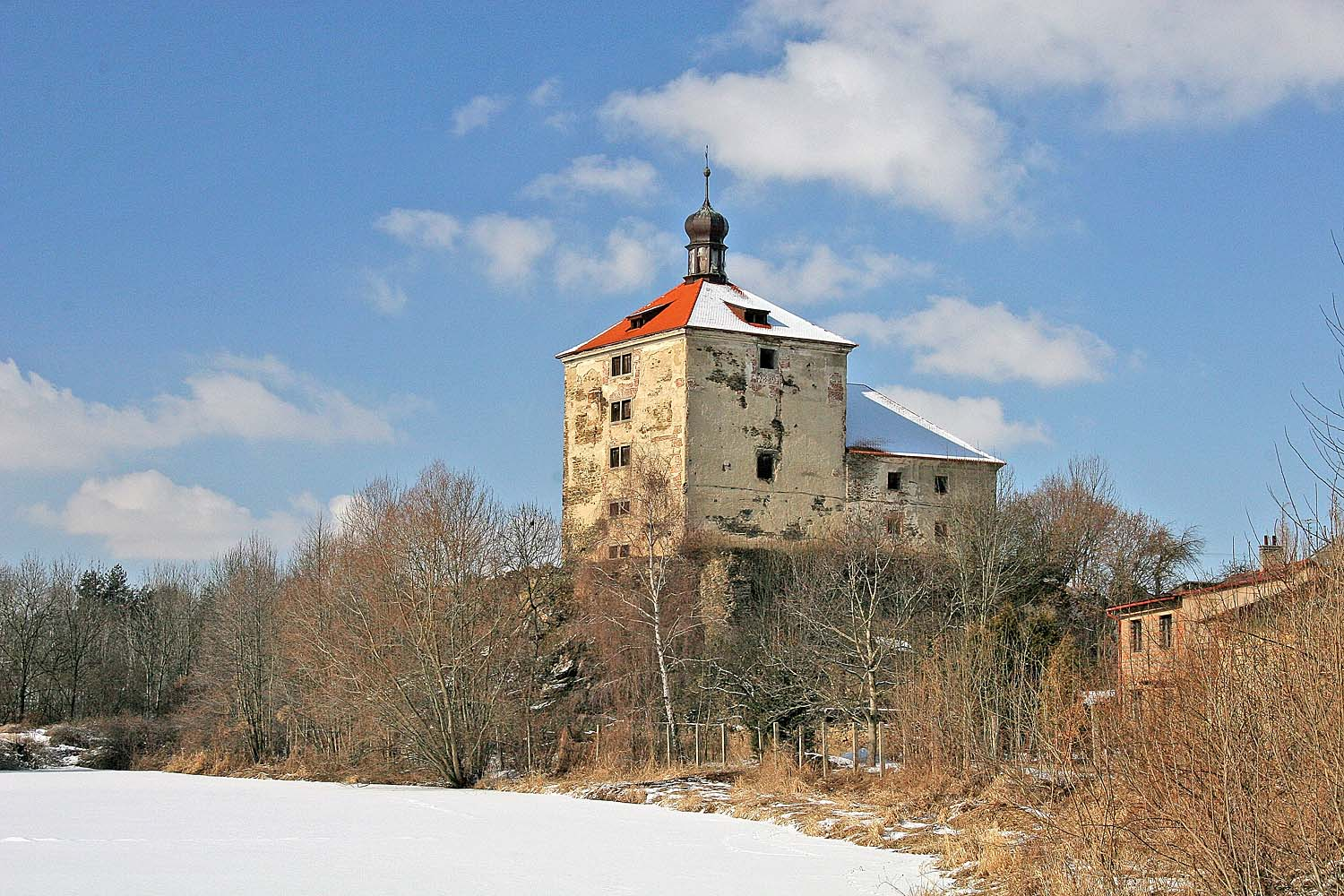
Veste Maleschau

Die Herrschaft Maleschau (tschechisch: Malešov) war eine Herrschaft im Časlauer Kreis in Böhmen. 1848/49 erfolgte die Aufhebung der Patrimonialherrschaft.

## Geografische Lage
Die Herrschaft lag in der Böhmisch-Mährischen Höhe, gut 40 km östlich von Prag. Sie grenzte im Norden an die Dominien Radbor und Petschkau, im Nordosten an die Stadt Kuttenberg, im Osten an die Herrschaft Kresetitz, im Süden an das Gut Zbraslawitz und im Westen an die Güter Jnditz und Hradek.

## Geschichte
Malschau war früher Eigentum der königlichen Kammer. Später gehörte es dem Zisterzienserstift Sedletz. Nach der Zerstörung des Klosters wurde die Herrschaft an die Stadt Kuttenberg verpfändet und zuletzt an Ritter Johann Salawa von Lipa verkauft. Bei Ausbruch des Dreißigjährigen Krieges gehörte die Herrschaft den Herren Berka von Duba. Nach der Schlacht am Weißen Berge wurde sie vom königlichen Fiskus konfisziert und darauf für 63.500 Schock Groschen an Elisabeth von Zerotin verkauft.
Im 17. Jahrhundert waren die Besitzer die Freiherren von Sporck, seit 1699 Graf Anton von Hallweil. 1710 kaufte Heinrich Karl Graf von Ostein die Herrschaft. Der zwischenzeitliche Versuch, die Herrschaft an Karl Graf von Breda zu verkaufen, scheiterte aufgrund finanzieller Schwierigkeiten des Käufers. 1776 wurde das Gut Sukdol hinzugekauft. Der letzte Osteiner Graf, Johann Friedrich Karl Maximilian von Ostein, starb 1809 kinderlos, hatte zuvor aber seinen Neffen, Friedrich Karl Anton von Dalberg, zum Erben eingesetzt und vielleicht auch adoptiert. Damit kam die Herrschaft an die Familie der Freiherren von Dalberg.
Reformen in der ersten Hälfte des 19. Jahrhunderts unter Freiherr Karl Anton von Dalberg modernisierten die Wirtschaft. Er übernahm alle bisher verpachteten Meierhöfe seiner Herrschaften in Eigenregie. In Moleschau richtete er eine Güterinspektion, in Datschitz eine zentrale Finanzverwaltung für seine böhmischen Güter ein. Für seine Neuerungen gelang es ihm, eine Reihe von sehr fähigen Mitarbeitern zu gewinnen: Als Generalbevollmächtigten für seine Güter gewann er Franz von Grebner und für seinen Forst und den Obstanbau gewann er Vincenz Hlava als Spezialisten.
Das Gut erbrachte am Anfang des 19. Jahrhunderts einen Jahresertrag von 50.000 Gulden. In der ersten Hälfte des 19. Jahrhunderts hatte die Herrschaft einen Umfang von 64 Quadratkilometern. Davon wurden 30,6 Quadratkilometer land- oder forstwirtschaftlich genutzt. Ein Teil des Grundbesitzes wurde bereits in der Bodenreform des Jahres 1848 an die Bauern übertragen.
Mit den Umwälzungen des Jahres 1848 verlor die Herrschaft ihre Funktion als Obrigkeit und der Frondienst (Robot) wurde aufgehoben. Der Herr von Maleschau war damit „nur“ noch Großgrundbesitzer. Seine bisherigen hoheitlichen Funktionen als Gerichtsherr und in der Verwaltung übernahm der Staat. Der Teil des Bodens, für den die Bauern Robot geleistet hatten, wurde gegen eine Entschädigung der Herrschaft auf die Bauern übertragen. Sie mussten dafür 1/3 des Wertes bezahlen, ein weiteres Drittel übernahm der Staat, der Rest des Wertes wurde faktisch enteignet.
Zu Beginn der Bodenreform 1919 in der neu souveränen Tschechoslowakei befanden sich noch 26,7 km² in der Hand der Familie Dalberg. Dies reduzierte sich durch die Bodenreform auf 14,5 km². Als die Familie Dalberg mit Johannes Evangelist von Dalberg 1940 ausstarb, ging das Erbe an dessen Cousine Maria Anna von und zu Dalberg über. Sie war mit Prinz Franz Emanuel Konstantin zu Salm und Salm-Salm verheiratet. Allerdings wurde das Erbe kurz darauf durch die Tschechoslowakei 1945 enteignet. Der Besitz wurde auf land- und forstwirtschaftliche Staatsbetriebe und Genossenschaften aufgeteilt.

## Zugehörige Orte
Zur Herrschaft gehörten die Dörfer:
- Friedrichsdorf (Bedřichov)
- Bořetitz (Bořetice)
- Bikan (Bykáň)
- Dobřen (Dobřeň)
- Chlistowitz (Chlístovice)
- Chraustkow (Chroustkov)
- Karlsdorf (Karlov)
- Koschitz (Košice)
- Malenowitz (Malenovice)
- Maleschau (Malešov)
- Maxdorf (Maxovna)
- Mezoles (Mezholezy)
- Miletitz (Miletice)
- Miskowitz (Miskovice)
- Neu-Lhota (Nová Lhota)
- Polanka (Polánka)
- Roskosch (Rozkoš)
- Rosteř
- Alt-Lhota (Stará Lhota)
- Sukdol (Suchdol)
- Tuchotitz (Tuchotice)
- Tinischt (Týniště)
- Werniřov (Vernýřov)
- Widitz (Vidice u Kutné Hory)
- Wschesok (Všesoky)
- Wysoka (Vysoká)
- Zdeslawitz (Zdeslavice)